# Il sergente Preston
Il sergente Preston  (Sergeant Preston of the Yukon) è una serie televisiva statunitense in 78 episodi trasmessi per la prima volta nel corso di tre stagioni dal 1955 al 1958. È un adattamento televisivo della serie radiofonica Challenge of the Yukon trasmessa dal 1938 al 1955.
È una serie western incentrata sulle vicende del sergente Preston che tenta di stabilire la legge nella zona dello Yukon, in Canada, in sella al suo cavallo Rex e accompagnato dal suo fedele cane King.
Principalmente girata ad Ashcroft, in Colorado, la serie fu trasmessa sulla CBS dal 29 settembre 1955 al 25 settembre 1958. Le prime due stagioni furono prodotte da Trendle-Campbell-Meurer, e la serie fu trasmessa nella stessa fascia oraria di The Lone Ranger della ABC. Nella sua ultima stagione, Il sergente Preston fu acquistata e prodotta dalla Wrather Jack Corporation.

## Personaggi e interpreti

### Personaggi principali
- Sergente Preston (78 episodi, 1955-1958), interpretato da Dick Simmons.

### Personaggi secondari
- Ben Gordon (6 episodi, 1955-1958), interpretato da Paul McGuire.
- Ben Barlow (5 episodi, 1955-1958), interpretato da Francis De Sales.
- Cal Juve (5 episodi, 1955-1958), interpretato da Terry Frost.
- Ispettore (5 episodi, 1955-1957), interpretato da Reed Howes.
- Brady (4 episodi, 1956-1958), interpretato da Edgar Dearing.
- Dirk Binney (4 episodi, 1955-1956), interpretato da Douglas Henderson.
- Blackjack Bannister (4 episodi, 1955-1956), interpretato da Thayer Roberts.
- Jiffy Tyler (4 episodi, 1956-1957), interpretato da Pierce Lyden.
- Jake Martin (4 episodi, 1955-1957), interpretato da Coleman Francis.
- Curtis (4 episodi, 1955-1957), interpretato da John Pickard.
- Bart (4 episodi, 1956-1958), interpretato da Eddie Foster.
- Bone (4 episodi, 1955-1956), interpretato da Thom Carney.
- Carson Goon (4 episodi, 1955-1956), interpretato da Carol Henry.

### Narratori
- Vic Perrin (48 episodi, 1955-1958).
- Gayne Whitman (10 episodi, 1957).

### Guest star
Tra le  guest star: Elizabeth Slifer, Glenn Strange, Harry Strang, Tom Keene, Marjorie Bennett, Jean Harvey, Thom Carney, Frank Hagney, George Mather, John Marshall, Robert Shayne, John War Eagle, Lane Bradford, Mark Sheeler, Lyn Thomas, Richard Avonde, George Eldredge, John Damler, Dirk London, Stanley Fraser, Mason Curry, Johnny Carpenter, Iron Eyes Cody, Jim Cody, George Crise, Philip Greisman, Betty Farrington.

## Produzione
La serie, ideata da George W. Trendle, fu prodotta da Charles E. Skinner Productions, Trendle-Campbell-Meurer Inc. e Wrather Productions e girata  in California e in Colorado. Il tema musicale e l'Ouverture di Donna Diana di Emil von Reznicek.

### Registi
Tra i registi sono accreditati:
- Eddie Dew in 40 episodi (1955-1958)
- Alan Crosland Jr. in 11 episodi (1956-1958)
- Earl Bellamy in 8 episodi (1957-1958)
- Chuck Skinner in 5 episodi (1955-1956)
- Charles D. Livingstone in 5 episodi (1956)
- John Peyser in 2 episodi (1956)

### Sceneggiatori
Tra gli sceneggiatori sono accreditati:
- George W. Trendle in 77 episodi (1955-1958)
- Fran Striker in 58 episodi (1955-1958)
- Tom Dougall in 32 episodi (1956-1958)
- Robert C. Bennett in 25 episodi (1956-1958)
- Dan Beattie in 9 episodi (1956-1958)
- Maurice Tombragel in 8 episodi (1955-1956)
- Dwight V. Babcock in 6 episodi (1955-1957)
- Ed Adamson in 5 episodi (1956-1957)
- Lawrence L. Goldman in 4 episodi (1956)
- Stanley H. Silverman in 3 episodi (1955-1956)
- Sidney Sloan in 3 episodi (1955-1956)
- Robert Bennett in 3 episodi (1955)
- Oliver Drake in 2 episodi (1955-1957)
- Nelson Gidding in 2 episodi (1955)
- Don Leigh in 2 episodi (1956-1957)
- William Lively in 2 episodi (1956-1957)
- Mildred Merrill in 2 episodi (1956)
- Don Clark in 2 episodi (1957)

## Distribuzione
La serie fu trasmessa negli Stati Uniti dal 29 settembre 1955 al 27 febbraio 1958 sulla rete televisiva CBS. In Italia è stata trasmessa con il titolo Il sergente Preston.
Alcune delle uscite internazionali sono state:
- negli Stati Uniti il 29 settembre 1955 (Sergeant Preston of the Yukon)
- in Germania Ovest il 6 maggio 1967  (Sergeant Preston)
- in Italia (Il sergente Preston)

## Episodi
| Stagione         | Episodi | Prima TV USA |
| ---------------- | ------- | ------------ |
| Prima stagione   | 33      | 1955-1956    |
| Seconda stagione | 23      | 1956-1957    |
| Terza stagione   | 22      | 1957-1958    |